# Наші гроші з Денисом Бігусом
«Наші гроші з Денисом Бігусом» — програма журналістських розслідувань, що викриває корупційні схеми українських чиновників. Один з ключових проєктів групи Bihus.Info. Автор ідеї та ведучий — Денис Бігус.

## Історія
Проєкт антикорупційних розслідувань «Наші гроші» був задуманий журналістом-розслідувачем Денисом Бігусом восени 2013 року.  Сама торговельна марка «Наші гроші» належить Юрію Ніколову та Олексію Шалайському. Перший випуск програми із заголовком «Корупція Табачника» з'явився в ефірі у листопаді того ж року на телеканалі ZIK.[джерело?]
На початку проєкт був запланований як телеверсія сайту «Наші гроші», що продовжує статті-розслідування, добирає до них коментарі та картинку.[джерело?]
Однак, з першого ж ефіру телепрограма сконцентрувалась на власних темах. Журналісти сформували окрему від сайту редакцію та заснували громадську організацію «ТОМ 14».[джерело?]

## Концепція
Програма «Наші гроші з Денисом Бігусом» виходить в ефір щопонеділка на 24-му каналі й 4-му Каналі та щовівторка на каналі Перший, і є редакційно незалежною від каналів, на яких транслюється. Головна ідея програми — викриття корупційних схем українських чиновників, їх прихованих економічних інтересів і невідповідності задекларованих та реальних статків.
Завдяки роботі журналістів проєкту вдалося викрити сотні корупційних схем, ліквідувати десятки незаконних тендерів, звільнити низку високопоставлених чиновників в Міністерстві оборони, Міністерстві внутрішніх справ, «Укрзалізниці», «Укрпошті».
Програма створюється командою журналістів, аналітиків та активістів громадської організації «ТОМ 14». «ТОМ 14» у свою чергу є членом таких міжнародних журналістських організацій як OCCRP (Organized Crime and Corruption Reporting Project), International Consortium of Investigative Journalists, Global Investigative Journalism Network, Online journalism Association.[джерело?]
У червні 2017 року Денис Бігус був нагороджений міжнародною премією Democracy Award-2017 за досягнення у боротьбі з корупцією від Національного фонду підтримки демократії (NED).

## Резонансні розслідування

### «Межигір'я-2. Версаль Іванющенка»[13]
На початку 2014 року журналісти програми з'ясували, що народний депутат Юрій Іванющенко, відомий як «смотрящий» президента Віктора Януковича, завершує будівництво маєтку у Кончі-Заспі. Будівництво розпочали 2012 року на території, яку раніше вкривав ліс. 35 га землі під маєтком вивели за часів мера Леоніда Черновецького на низку приватних кооперативів, а потім провели через низку переоформлень, переписуючи деякі ділянки по 6 разів. Огляд карти показав, що це — найбільший приватний маєток у всій Конча-Заспі. Площею він поступався лише «Межигір'ю» Віктора Януковича, яке займає три ділянки загалом у 140 га.
Після сюжетів у ЗМІ Генеральна прокуратура України взялася відсудити землю під маєтком, однак за 3 роки так і не вдалось довести, що земля була украдена у Києва. Взимку 2014 року маєток був недобудованим. А оздоблювальні роботи і ремонт власники проводили вже після Революції Гідності — в той час, коли тривав прокурорський процес.
Поки прокуратура намагалась відсудити у структур Юрія Іванющенка 35 га у Конча-Заспі, той переоформив розташований на цій землі палац на футбольного менеджера з Монако Пауло Урфера.

### «Вугілля— це палєво»[18]
Один, але вкрай солідний, контракт на поставку вугілля, опублікований на Офіційному порталі публічних фінансів, став поштовхом до викриття неофіційного впливу на вугільну галузь народного депутата з найближчого оточення президента Петра Порошенка.Виявилося, що в поставки вугілля від державної шахти «Краснолиманська» до державного «Центренерго» втерся приватний посередник, близький до народного депутата від Блоку Петра Порошенка Сергія Тригубенка. Шахта відмовлялася від прямих контрактів з кінцевим споживачем, оскільки невдовзі після Революції Гідності її очолив менеджмент, близький до цього депутата. За результатами журналістського розслідування програми «Наші гроші» Національне антикорупційне бюро зареєструвало кримінальне провадження. Детективи з'ясували, що поставки вугілля насправді здійснювалися напряму від держшахти до енергогенеруючої компанії, а на фірмі-прокладці лише осідала маржа. Журналіст програми Аліса Юрченко також з'ясувала, що народний депутат Тригубенко отримав вплив на державне регулювання утилізації небезпечних відходів і міг мати в цій сфері спільний бізнес з Миколою Злочевським.

### «Міністерські палаци»[23]
Влітку 2014-го журналісти програми з'ясували, що родина екс-міністра охорони здоров'я Раїси Богатирьової володіє трьома маєтками під Києвом. На чоловіка Ігоря оформлений триповерховий палац у селі Підгірці, що поряд із Конча-Заспою, де проживає син Олександр із родиною. Другий будинок Богатирьових розташований теж під Конча-Заспою, в селі Плюти і оформлений на другого сина-близнюка Богатирьової, Ігоря. Сама Богатирьова жила на державній дачі у Конча-Заспі. Її Раїсі Василівні виділили ще за часів президентства Віктора Ющенка. Це двоповерховий палац із колонадою на вході та басейном на території.
В останній декларації про доходи Раїса Богатирьова заявила про річний дохід на суму 641 тис. 634 грн. Таких грошей не вистачило б навіть на купівлю землі під жодним із палаців її родини.

### «Помилка Чеботаря»[25]
Навесні 2015 року журналісти програми «Наші гроші» знайшли маєток родини заступника міністра МВС Сергія Чеботаря під Києвом. Землю під будинком дочка посадовця Оксана Чеботар отримала з погодження Національного університету біоресурсів і природокористування. Саме з дозволу цього університету, де працювала Оксана Чеботар і знищили ділянку дубів і сосен, зарезервованого під заказника «Чернечий ліс». Журналістка програми Надія Бурдєй з'ясувала, що протягом декількох років прокуратура намагалась повернути ці незаконно роздані землі у державну власність.
Після виходу ряду сюжетів «Наших грошей» про нерухомість родини та бізнес зятя — Сергій Чеботар пішов у відставку, його дочку Оксану Чеботар, звільнили із Національного університету біоресурсів і природокористування.

### «Південно-західний диктатор»[29]
Екс-очільник Південно-західної залізниці Олексій Кривопішин збудував приватний комплекс відпочинку «Olimpic village» на землі, яка призначалася для відпочинку залізничників. Як з'ясували журналісти програми «Наші гроші з Денисом Бігусом», будівництво проводили співробітники залізниці з використанням залізничних коштів. Крім того, більше десятка сервісних компаній, пов'язаних з Олексієм Кривопішиним, регулярно вигравали більшість тендерів залізниці. На момент виходу розслідування у квітні 2014 року через ці фірми вже встигли освоїти з бюджету державного підприємства понад 758 мільйонів гривень.
4 березня 2015 року Арсеній Яценюк заявив про усунення з посади начальника Південно-Західної залізниці Олексія Кривопішина у зв'язку з оприлюдненою в ЗМІ інформацією про корупційні схеми на підприємстві. Однак, через рік суд поновив Олексія Кривопішина на посаді і зобов'язав залізницю виплатити йому понад 400 тисяч гривень.

### «Розколоти експортера»[34]
Начальник Головного управління Служби безпеки України по боротьбі з корупцією Павло Демчина у 2015—2016 рр. став фігурантом низки журналістських розслідувань Аліси Юрченко про те, як очолюване ним Управління зупинило вітчизняний експорт волоського горіху. Через лист Павла Демчини до Державної фітосанітарної служби, експортний горіх по всій країні заблокували на митниці. За даними СБУ, він був «у багатьох випадках заражений карантинними організмами». У Держфітослужбі журналістці зізналися, що не фіксували жодного випадку зараження українського горіху. А представник митниці визнав, що СБУ їх робить крайніми. Коли ж журналістка спробувала з'ясувати в Павла Демчини причини підвищеної уваги СБУ до горіху, спецслужба перестала цікавитись «карантинними організмами» в ньому, а Державна фіскальна служба передала до Міністерства фінансів проєкт закону "Про внесення змін до Податкового кодексу (щодо оподаткування деяких операцій з продуктами рослинного походження) для ліквідації «схем з горіхами».

### «Прокурорська арифметика»[38]
Дмитро Сус, слідчий Департаменту Генеральної прокуратури України з розслідування особливо важливих справ у сфері економіки, став відомим на всю країну через сутичку з представниками Національного антикорупційного бюро. Журналістка «Наших грошей» Аліса Юрченко ретельніше придивилася до Audi Q7, на якій Сус втрапив у скандал з НАБУ, і з'ясувала, що дорога автівка прокурорського співробітника оформлена на його 85-річну бабусю і не відповідає офіційним статкам родини прокурора.
Крім того, як виявилось, Audi Q7 була придбана на бабусю Суса в розпал блокування ним господарської діяльності найбільшої приватної газовидобувної компанії «Нафтогазвидобування». Після скандалу з автівкою Дмитро Сус був відсторонений, а потім звільнений з ГПУ.

### «Нафто-привід»[42]
Гроші від продажу нафтопродуктів, арештованих як речовий доказ у справі біглого бізнесмена Сергія Курченка, є еквівалентом речових доказів. Залежно від вироку у справі, ці гроші або доведеться повернути йому, або ж вони мають поповнити державний бюджет України. До вироку ці речові докази мають ретельно зберігатися на рахунку уповноваженого банку, визначеного слідством. Аліса Юрченко з'ясувала, що кошти від продажу «нафти Курченка» потрапили у «Фортуна-Банк» однокласника та товариша народного депутата Сергія Пашинського — бізнесмена Сергія Тищенка — на невигідних для держави умовах.

### «Українські російські лотереї»[44]
Влітку 2014 року журналісти програми «Наші гроші» з'ясували, що власник української лотереї «Патріот» росіянин Олег Бойко офіційно фінансує російську армію. ПрАТ «Патріот» через кіпрську «Cehriba Investments Limited» входив в інвестиційний холдинг Finstar, яким володіє російський мільярдер Олег Бойко. Прибутки від лотерейного бізнесу в РФ він направляє на підтримку російської армії. Інші дві державні лотереї також були підконтрольні громадянам РФ: ТОВ «М. С. Л.» — одному з найбагатших росіян — Михайлові Фрідману, «Українська національна лотерея» — належала офшорній компанії з Віргінських островів «Олімпік голд холдінгз лімітед». Також журналістка «Наших грошей» Надія Бурдєй з'ясувала, що у всіх трьох лотерей «МСЛ», «Патріот» і «УНЛ» закінчився строк дії ліцензії ще у першому кварталі 2014 року, але вони продовжують працювати без дозвільних документів.
Після виходу сюжету «Наших грошей» Міністерство Фінансів України назвало діяльність лотерей — незаконною. Про це заявив під час брифінгу міністр фінансів України Олександр Шлапак. Він повідомив, що уряд має намір звернутися до силових структур з цього питання і вирішувати питання подальшої діяльності цих лотерей у судовому порядку.

### «Азарт в законі»[47]
Взимку 2016 року журналісти програми «Наші гроші з Денисом Бігусом» продовжили тему лотерей. Формально азартний бізнес в Україні заборонений на рівні закону «Про заборону грального бізнесу в Україні» ще з 2009 року. Та попри пряму заборону наприкінці 2015 року в найкращих центральних місцях у всіх великих містах України одномоментно з'явилися сотні гральних точок із назвою «В мережі». Це мережа слот-машин — гральних автоматів, але офіційно вона називається інтернет-клуби. В ході розслідування журналістка Надія Бурдєй з'ясувала, що потужна мережа незаконних гральних клубів «В мережі» оформлена на екс-працівника МВС та водія екс-нардепа від ПР Володимира Продивуса — Сергія Приліпко.

### «Агент впливу»[50]
Віктор Медведчук, український кум російського президента Володимира Путіна, не є прямим власником жодного бізнес-активу. Водночас колишній очільник Адміністрації Президента України веде стиль життя, властивий олігарху. У своєму розслідуванні Аліса Юрченко спробувала з'ясувати, що приносить прибуток Віктору Медведчуку і хто забезпечує лобіювання його політичних інтересів у парламенті. Як виявилось, після Революції Гідності бізнесовий і політичний вплив Медведчука не лише не зменшився, але й зріс.
У ході розслідування були виявлені зв'язки громадського діяча Медведчука, який є лідером громадського руху «Український вибір» з бізнесом з видобування газу, дистриб'юції цигарок, транспортування нафти, торгівлі вугіллям та скрапленим газом. Учасники «Українського вибору» Медведчука лобіюють в парламенті закони про статус Донбасу та референдум. А сам громадський рух отримав потужне силове крило.

### «Не для декларування»[51]
Новостворений антикорупційний державний орган — Національне агентство з питань запобігання корупції (НАЗК) — відповідає за перевірку всіх електронних декларацій чиновників. А його голова Наталія Корчак, як з'ясували журналісти програми «Наші гроші», сама не виконує правила декларування. Аліса Юрченко відшукала паркомісце, нещодавно придбане і задеклароване Наталією Корчак, в декларації якої натомість немає автівки. На цьому паркомісці був знайдений новий автомобіль Skoda Octavia A7. Виявилося, що машина записана на свекруху голови Нацагентства, в якої немає водійського посвідчення, а користуються авто Наталія Корчак з чоловіком.

### «Наші гроші. Досудились»
Спецпроєкт редакції програми «Наші гроші» про суди, суддів і судову реформу.
Перший випуск проєкту вийшов в ефір разом зі стартом судової реформи — 30 вересня 2016 року. За півроку «Досудилися» опублікували 26 випусків, чимало з яких мали вплив на подальшу кар'єру старих суддівських кадрів.
Ведуча — Аліса Юрченко.
Журналістський склад — Марина Ансіфорова, Юлія Самсонова та Євгенія Слівко.
У фокусі програми — добір у новий Верховний Суд і переатестація в решті судів. Справи про хабарі власникам мантій. Сумнівні суддівські рішення. Судді, які отримували державне житло попри солідний перелік власної нерухомості. І законники, чиї статки неможливо пояснити офіційними доходами.
Попри першочерговий задум створити розслідувальницьку програму про майно та декларації суддів, перший випуск програми вийшов в ефір в день запуску судової реформи, що частково «змістило» акцент програми. До розслідувальницького контенту додалися просвітницькі елементи перебігу судової реформи.
Проєкт став потужною інформаційною, аналітичною та юридичною підтримкою громадськості у боротьбі за прозорість у відборі нових суддів та проведенні реформи. Внаслідок розслідувань, деякі судді були відсторонені від діяльності, зокрема, одіозний суддя Артур Ємельянов, який подав Вищій кваліфкомісії суддів документи на конкурс до нового Верховного Суду.
Завдяки проєкту, вдалося не лише провести розслідування про задекларовані/не задекларовані активи суддів та їх спосіб життя, а й поінформувати населення про перебіг судової реформи в Україні. Матеріалами програми користуються у своїй діяльності інші громадські організації, які займаються моніторингом судової реформи та підвищенням прозорості судової системи, зокрема, проєкт Руху Чесно «ЧЕСНО. Фільтруй суд!», Люстраційний комітет, ГО «Наші гроші», Transparency International, ГО «Центр протидії корупції».
Після завершення спецпроєкту, журналісти «Наших грошей» продовжують слідкувати за ходом судової реформи в Україні. Однією з найбільш актуальних тем є конкурс до оновленого Верховного суду України, а також діяльність державних органів, що контролюють судову владу, серед яких Державна судова адміністрація, Вища кваліфікаційна комісія суддів України та Вища рада правосуддя.

### Космічні зарплати для бюджетників-ледарів[61]
З початку 2017 року у силу вступив новий Закон «Про Вищу раду правосуддя», згідно з яким місячний оклад членів ВРП становить близько 220-ти тисяч гривень на місяць. В контексті підвищення оплати праці, журналісти програми проаналізували робочий день членів ВРП та тривалість засідань палат. І виявили, що держслужбовці часто проводять засідання до першої половини дня, розглядаючи по три-чотири питання за один порядок денний. Окрім цього, високий відсоток (85 % — 90 %) дисциплінарних справ щодо так званих «суддів Майдану», які ухвалювали рішення про затримання активістів, залишається без розгляду.

### Янголи та демони: вибіркове правосуддя ВККС[63]
21 квітня 2017 року стартував етап співбесід на конкурсі до нового Верховного Суду. Журналісти програми «Наші гроші» слідкували за співбесідами кандидатів із Комісією і виявили чимало сумнівних рішень ВККС — комусь із суддів відмовили через дрібні порушення, а інші успішно пройшли конкурс за наявності незадекларованого майна на мільйони гривень і відкритих кримінальних справ. Крім того, голова нинішнього Верховного Суду Ярослав Романюк, який підтримував «закони 16 січня» та ставив під сумнів законність судової реформи, теж пройшов далі до голосувань.

### Квартири «за врєдність» та таємне лігво Вовка[66]
Журналіст програми «Наші гроші» Марина Ансіфорова викрила корупційну схему, за допомогою якої п'ятеро суддів Окружного адміністративного суду Києва спочатку отримали службове житло, а у грудні 2013 року змогли вивести квартири із статусу службового. Схему вдалось втілити завдяки бездіяльності голови суду Павла Вовка, який не відреагував на прохання суддів і фактично дав їм можливість звернутися до суду, де їх позов щодо зміни статусу квартир було задоволено. Пізніше четверо з п'яти суддів приватизували житло, а суддя Євгеній Аблов продав свою квартиру за 9 мільйонів гривень.
Сам голова Окружного адмінсуду столиці Павла Вовка теж опинився у фокусі розслідувань програми. Як виявили журналісти, суддя не проживає в задекларованій квартирі на лівому березі Дніпра, а добудовує маєток під Києвом разом із екс-дружиною Світланою. Будинок відсутній у декларації судді, однак 26 травня 2017 року працівники Національного антикорупційного бюро під час обшуку застали Павла Вовка в цьому будинку разом з екс-дружиною.
Після виходу розслідування, голова суду Павло Вовк зняв свою кандидатуру з конкурсу до нового Верховного суду.

## Відзнаки

### 2017

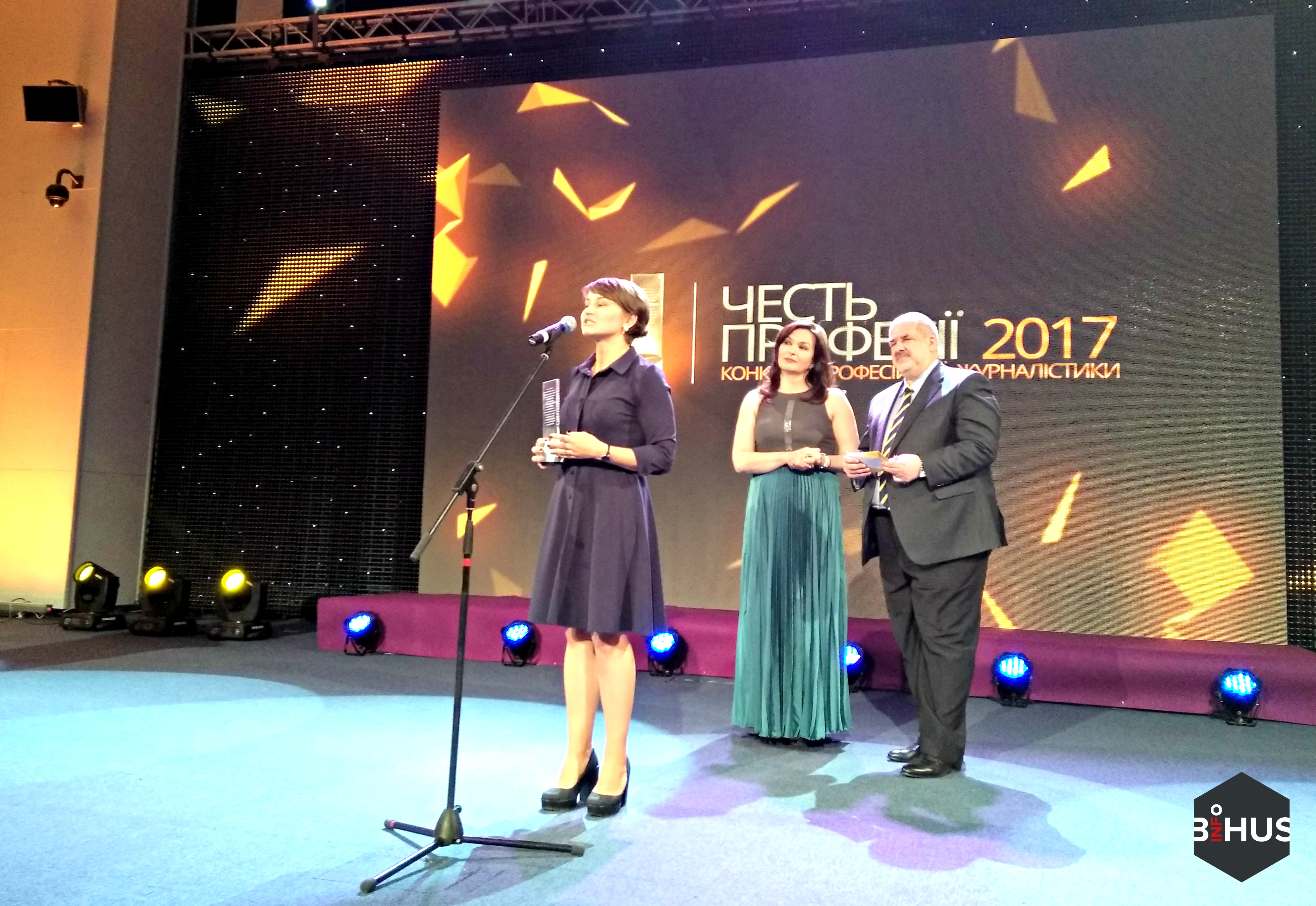
Надія Бурдєй на конкурсі «Честь професії 2017»

- Головна премія на Національному конкурсі журналістських розслідувань (Аліса Юрченко з матеріалом «Парламентські хакери на війні з е-декларуванням»[72])[73];

- I місце на конкурсі «Честь професії 2017» у номінації «Найкращий матеріал з громадянською позицією» (Надія Бурдєй з матеріалом «Голі у вогні»)[74];
- «Честь професії 2017» (short-list фіналістів):
 — номінація «Найкраще подання резонансного матеріалу» — Аліса Юрченко з розслідуванням «Особливо важливий департамент»[75];
 — номінація «Найкраще подання резонансного матеріалу» — Надія Бурдєй з матеріалом «Гральний бізнес МВС»[76];
 — номінація «Найкраще журналістське розслідування» — Мар'яна Мотрунич з матеріалом «Арсенове військо. Вогнепальні дарунки Авакова»[77].

### 2016
- I місце у номінації «Найкращий спецрепортаж» на Національна щорічна премія журналістських розслідувань та спеціальних репортажів (від видань «Українська правда» та Kyiv Post) — Аліса Юрченко з матеріалом «За парканом мільярдера. Ранчо очільника Держекспортконтролю»[78][79].
- «Честь професії 2016»:
 — Аліса Юрченко — фіналіст в номінації «Найкраще журналістське розслідування» з матеріалом «Феєрична оборудка Мінфіну та НБУ із банком-банкрутом Пшонки»[80].
 — Аліна Стрижак і Денис Бігус — фіналісти в номінації «Найкраще журналістське розслідування» зі спільною роботою «Життя міліцейської еліти»[81];

### 2015
- «Честь професії 2015» в номінації «Найкраще розслідування» («Продаж армійських автоматів», Аліса Юрченко).
- Конкурс «Найкраще антикорупційне журналістське розслідування» ІРРП (3 місце, Аліна Стрижак, «Мисливські угіддя Калєтників»).
- Конкурс «Контроль над тютюном» Телекритика, ІМІ (4 місце, Надія Бурдєй, «Українці платять за цигарки збройному барону»).
- Національний конкурс журналістських розслідувань від Української правди (спеціальна відзнака, Аліна Стрижак, «Улюблений заступник Яреми — Анатолій Даниленко»).
- CEI SEEMO Award for Outstanding Merits in Investigative Journalism, CEI SEEMO (відзнака за досягнення та дотримання стандартів, Надія Бурдєй з матеріалом «Заступник міністра МВС Сергій Чеботар: грабіж, забудови, бізнес»).

### 2014
- «Честь професії 2014» в номінації «Найкраще розслідування» («Версаль Юрія Іванющенка», Денис Бігус, Аліна Стрижак)[15]
- «Фаворит телепреси — 2014» (Телекритика, друге місце, Денис Бігус)[82].

## Результати
Після виходів програми «Наші гроші з Денисом Бігусом», було зупинено ряд корупційних схем, затримано, звільнено та покарано чимало корупціонерів.

### 2017
- САП відкрила справу щодо незаконного збагачення лідера Радикальної партії Олега Ляшка[83];
- Тютюновий монополіст з розслідування «Наших грошей» сплатив 300 мільйонів штрафу до бюджету[84];
- ГПУ відкрила справу проти менеджерів ВО «Батьківщина» через недостовірні дані у фінансовому звіті[85];
- 32,5 мільйона бюджетних гривень вдалось зекономити в економії завдяки повторному тендеру, що відбувся після розслідування «Наших грошей»[86];
- Запорізький губернатор, якого викрили «Наші гроші», звільнився із СБУ[87] і опублікував декларацію[88];
- НАБУ розпочало розслідування щодо обґрунтованості формули «Роттердам+»[89], голову НКРЕКП Дмитра Вовка відправили у відставку[90];
- Генеральний прокурор Юрій Луценко звільнив старшого слідчого ГПУ та фігуранта розслідувань «Наших грошей» Дмитра Суса[91];
- Детективи НАБУ затримали в. о. голови правління ПАТ «Об'єднана гірничо-хімічна компанія» Руслана Журила за підозрою у розкраданні 300 мільйонів гривень[92];
- Спеціалізована антикорупційна прокуратура відкрила справу щодо незаконного збагачення керівника відділу внутрішньої безпеки ДФС Юрія Шеремета[93];
- Суд зобов'язав НАБУ розслідувати справу депутата, що не задекларував російський бізнес дружини[94], і незаконне роздавання нагородної зброї посадовцями МВС[95];
- Суд зобов'язав Харківську прокуратуру розслідувати справу проти екс-заступника начальника Харківської Поліції Миколи Черьомухіна[96];
- Детективи НАБУ розпочали розслідування факту зловживання службовим становищем на ДП «Краснолиманська»[97];
- ГПУ розпочала розслідування щодо незаконного відчуження майна АК «Київводоканал» (КВК) на користь фірм, підконтрольних біглому екс-президенту Віктору Януковичу[98];
- Голова окружного адмінсуду Києва знявся з конкурсу до нового Верховного суду[99].

### 2016
- Суд повернув Міністерству освіти та науки України 2 будівлі, незаконно приватизовані за часів екс-міністра Дмитром Табачником[100];
- Фонд соціального страхування скасував тендер на третину мільярда[101];
- Були розірвані договори оренди найдорожчих парковок в «Борисполі», на яких заробляла приватна прокладка[102];
- Антимонопольний комітет скасував «мобільний» тендер на 72 мільйони, внаслідок нового було зекономлено 40 мільйонів бюджетник коштів[103][104];
- Було відкрито кримінальне провадження за незаконні страхові договори «Укрзалізниці»[105];
- Розпочато перевірку закупівель КМДА ліків для онкохворих[106];
- Звільнився головний закупівельник «Укрзалізниці» Данило Мізін[107];
- ГПУ розпочала кримінальне провадження щодо фігурантів сюжету «Наших грошей» в керівництві «Укргазвидобування»[108];
- Антикорупціонери з КМДА розпочали розслідування щодо земельних ділянок в.о. головного архітектора Юрія Тація[109];
- Заарештовано керівників ДП «Укрмедрпроектбуд» та ТОВ «Укрпрофмед», які підозрюються у махінаціях із будівництвом клініки Охматдит[110];
- Президент звільнив в.о. керівника Державного управління справами Сергія Борзова[111];
- Суд арештував «OlympicVillage» Кривопішина, зведений коштом залізниці[112];
- Було звільнено начальника управління планово-фінансової діяльності, бухгалтерського звіту, внутрішнього контролю та аудиту ГПУ Людмилу Єрхову[113];
- Генеральна прокуратура відсторонила від роботи заступника начальника департаменту з розслідування особливо важливих справ у сфері економіки Дмитра Суса[114];
- У офісі нардепа Тригубенка, фігуранта вугільного розслідування «Наших грошей», НАБУ вилучили понад 4 мільйони гривень[115];
- Суддя з іспанською квартирою Олег Горбатенко, про якого повідомляло «Народне НАЗК», звільнився з посади[116];
- АКМУ наклав штраф 431 млн грн на тютюнового монополіста з розслідування «Наших грошей»[117];
- САП розпочала розслідування щодо незаконного збагачення заступника начальника слідчого управління Києва Ігоря Демідова[118];
- Було зупинено діяльність 65 гральних закладів у різних регіонах України[119];

### 2015
- Укрзалізниця відмовилась від посередника при інтернет-продажі квитків, та запустила власну систему онлайн-продажів[120];
- Кабмін звільнив заступника міністра внутрішніх справ Сергія Чеботаря, зять якого напав на знімальну групу "Наших грошей[121];
- Звільнили прокурора-мільйонера Сергія Дворака[122];
- Фонд державного майна скасував результати підозрілого конкурсу з продажу військового заводу[123];
- Звільнили директора Південно-Західної залізниці Олексія Кривопішина[124];
- Генпрокуратура відсудила 65 га в заказнику, де Юра Єнакіївський будував «Межигір'я-2»[125];
- Звільнений очільник Нацполіції Києва Олександр Терещук[126];
- Міноборони звільнило керівника Головного квартирно-експлуатаційного управління ЗС Яну Грузинську[127];
- Суд заарештував майно екс-міністра Раїси Богатирьової[128];
- Заступники керівника Служби безпеки України внесли зміни в декларації про доходи та відмовились від земельних ділянок в зоні реліктового лісу;
- Зупинено забудову 20 гектарів землі у зоні реліктового Чернечого лісу (с. Лісники)[129];
- Після низки розслідувань поновився експорт волоського горіху, зупинений СБУ[130];
- Через напад на знімальну групу «Наших грошей» був прийнятий закон про посилення кримінальної відповідальності за перешкоджання журналістській діяльності[131];

### 2014
- Міністерство фінансів визнало три «державні» лотереї нелегальними, а Українська національна лотерея розкрила кінцевих бенефіціарів[132][133];
- МВС повернуло собі вертольоти, надані в оренду приватній фірмі[134];
- Кабінет міністрів України скасував схему на акцизних марках, на якій держава втрачала 300 млн грн щороку[135].

## Напади на журналістів програми

### Зять заступника міністра МВС. Лісники під Києвом
28 квітня 2015 року знімальна група програми журналістських розслідувань «Наші гроші» у складі журналістки Надії Бурдей, оператора Михайла Шелеста та водія Григорія Цизіна поїхала до будинку, який, за їх інформацією, належав заступнику міністра МВС Сергію Чеботарю, та знаходиться в селі Лісники Києво-Святошинського району (Київська область). Як повідомив керівник проєкту «Наші гроші» Денис Бігус, охоронці будинку двічі напали на знімальну групу — придушили оператора, відібрали камеру, вирвали навігатор з відео з машини. Журналісти викликали на місце події міліцію і дали свідчення.
Ввечері того ж дня Сергій Чеботар спростував інформацію щодо володіння нерухомістю за названою адресою і звинуватив журналістів у кампанії проти нього. Пізніше журналісти оприлюднили інформацію із офіційного державного реєстру нерухомості, згідно з якою земля під маєтком у селі Лісники записана на Оксану Сергіївну Чеботар. Згодом, журналісти програми «Наші гроші» також з'ясували, що напад і грабіж вчинили зять заступника міністра — Олег Поліщук та його бізнес-партнер Сергій Гаврилко.
За фактом нападу на журналістів проєкту «Наші гроші» було порушено дві кримінальні справи — за статтею 186 частиною 2 («Грабіж, поєднаний з насильством», через викрадення у журналістів відеокамери та відеореєстратора), а також за статтею 171 частиною 1 («Умисне перешкоджання законній професійній діяльності журналістів»).
Внаслідок інциденту, заступник міністра внутрішніх справ України Сергій Чеботар, біля будинку доньки якого був здійснений напад на журналістів програми «Наші гроші», заявив, що йде у відставку через «систематичне цькування у вигляді замовних публікацій» у ЗМІ. Відповідну заяву було розміщено на офіційному сайті МВС України.
Напад на знімальну групу опинився у списку порушень прав людини Держсекретаріату США і спонукав Верховну раду прийняти закон на захист журналістів, а екс-заступник міністра МВС потрапив до десятки «ворогів ЗМІ».

### Охорона голови Запорізької ОДА Костянтина Бриля. Передмістя Запоріжжя
17 березня 2017 року біля будинку голови Запорізької ОДА Костянтина Бриля на журналіста «Наших грошей» Анатолія Остапенка та оператора Рустама Рашидова напав охоронець.
Під час зйомки до знімальної групи під'їхав невідомий на автівці Volkswagen Caddy, яка зареєстрована на Костянтина Бриля. Не представившись, чоловік ногою вибив з рук оператора пульт від квадрокоптера. Після цього він намагався забрати і сам квадрокоптер. Під час сутички оператор викинув sd-картку, на яку був записаний відзнятий матеріал, сподіваючись врятувати інформацію, однак нападник знайшов карту, після чого пішов в сторону будинку Костянтина Бриля.
Згодом він повернувся на місце інциденту, але флешку не повернув і факт її викрадення не визнав. Техніку внаслідок інциденту було пошкоджено. На місце прибули працівники Нацполіції.
У коментарі журналістам Костянтин Бриль назвав нападника «другом». Журналісти проводили зйомку після того, як НАБУ провело обшуки в Запорізькій облдержадміністрації по земельним оборудкам.

### Охорона народного депутата Ігоря Котвіцького. «Рубльовка» під Харковом
10 квітня 2017 року на знімальну групу у складі журналістки Аліси Юрченко і оператора Рустама Рашидова напав один із охоронців котеджного містечка під Харковом.
Напад стався під час зйомок сюжету у елітному містечку, де, за даними журналістів, розташовані будинки народного депутата Ігоря Котвіцького, які записані на Світлану Мурашову, яка є менеджером бізнес-структур Арсена Авакова та самого Котвіцького.
Під час зйомок сюжету до знімальної групи «Наших грошей» підійшов чоловік, схопив оператора за горло і силою забрав планшет. Після чого чоловік сів у автомобіль марки ВАЗ 21099 з харківською реєстрацією, де на нього чекав водій, та поїхав у невідомому напрямку. Поліцейські, які приїхали на місце злочину, з невідомої причини відмовились взяти відео, на якому видно обличчя злочинця, для оперативного розшуку. Знімальна група «Наших грошей» своїми силами відшукала нападника. Він заявив, що передав вкрадений планшет охоронцям народного депутата Ігоря Котвіцького.